# Kraftwerk Martin Lake
Das Kraftwerk Martin Lake ist ein Braunkohlekraftwerk mit einer Gesamtkapazität von 2.250 MW im texanischen Tatum. Von 1977 bis 1979 stellte die Tugco drei Blöcke mit je 793 MW Leistung fertig. Alle Blöcke waren von Anfang an mit einer Rauchgasentschwefelung von Research-Cottrell ausgestattet.
Das Kraftwerk wird über eine Werkbahn mit Kohle versorgt.